# ماسون ماونت
ماسون توني ماونت (بالإنجليزية: Mason Tony Mount؛ مواليد 10 يناير 1999) هو لاعب كرة قدم إنجليزي محترف يلعب في مركز الوسط المهاجم أو الوسط المركزي مع نادي مانشستر يونايتد في الدوري الإنجليزي الممتاز والمنتخب الإنجليزي.
بدأ ماونت مسيرته الكروية مع نادي تشيلسي. انضم إلى فيتيسه وديربي كاونتي على سبيل الإعارة بشكل متتالي بين عامي 2017 و2019؛ وضع نفسه كلاعب أساسي لتشيلسي في السنوات التالية، وفاز بدوري أبطال أوروبا.
فاز ماونت ببطولة أمم أوروبا تحت 19 سنة مع إنجلترا في عام 2017. وقد شارك لأول مرة مع المنتخب الأول في عام 2019، في سن 20، ومنذ ذلك الحين خاض 16 مباراة دولية.

## النشأة
ولد ماونت في بورتسموث، هامبشاير. كان والده، طوني، لاعب كرة قدم سابقًا من خارج الدوري، وقام فيما بعد بتدريب نادي محلي يُسمّى هافانت تاون.
عندما كان طفلاً، لعب ماونت في بطولات الدوري المحلية؛ في عام 2003، في سن الرابعة، أمضى يومًا واحدًا في الأسبوع للتدريب في أكاديميات بورتسموث وتشيلسي. قال ماونت أن فرانك لامبارد ولوكا مودريتش وأندريس إنييستا لاعبيه المفضلين، انضم ماونت في النهاية إلى تشيلسي في عام 2005.

## مسيرته الكروية

### تشيلسي
في سن 18، تمت تصعيد ماونت إلى فريق تشيلسي الأول؛ شارك لأول مرة مع فريق النادي تحت 18 سنة في عام 2014، في سن الـ15 عامًا، وشارك أيضًا بشكل ثابت مع فريق النادي تحت 21 سنة بحلول عام 2016. وسجل ماونت 10 أهداف في 30 مباراة في موسم 2016–17 الدوري الإنجليزي الممتاز تحت 18 سنة مع النادي. كما فاز بكأس الاتحاد الإنجليزي للشباب، والدوري الأوروبي للشباب، وجائزة أفضل لاعب في أكاديمية تشيلسي بحلول عام 2017.

#### إعارته لفيتيسه وديربي كاونتي
انضم ماونت إلى نادي فيتيسه الهولندي في 24 يوليو 2017 على سبيل الإعارة لمدة موسم. شارك لأول مرة مع الفريق في 26 أغسطس، كبديل في الدقيقة 77 خلال هزيمة فيتيسه 2–1 على أرضه أمام إي زد ألكمار. في الشهر التالي، حصل على مشاركته الأولى كأساسي في هزيمة فيتيسه في الدور الأول من كأس هولندا أمام فريق المستوى الخامس سويفت، ولعب 90 دقيقة كاملة من التعادل 0–0، والتي فاز بها سويفت بركلات الترجيح. سجل هدفه الأول لصالح فيتيسه في 1 أكتوبر في الدقيقة 76 من التعادل 1–1 مع أوترخت. كان ماونت ضمن فريق العام في الدوري الهولندي وفاز بجائزة أفضل لاعب في العام في فيتيسه.
خلال مباراة الذهاب في الدور نصف النهائي من تصفيات الأوروبي لفيتيسه أمام أدو دين هاغ في 9 مايو 2018، سجل ماونت أول هاتريك له، حيث فاز فيتيسه 5–2 خارج الديار. في مباراة الإياب، سجل ماونت في الفوز 2–1 حيث فاز فيتيسه بنتيجة 7–3 في مجموع المباراتين. في مباراة الذهاب من النهائي ضد أوترخت، افتتح ماونت التسجيل. وشارك ماونت في 39 مباراة في جميع المسابقات لصالح فيتيسه وسجل 14 هدفا قبل أن يعود إلى تشيلسي.
انضم ماونت إلى ديربي كاونتي في دوري البطولة الإنجليزية في 17 يوليو 2018 على سبيل الإعارة لمدة موسم. سجل هدف التعادل في الدقيقة 60 في أول مشاركة له مع ديربي في 3 أغسطس 2018، خلال الفوز 2–1 خارج الديار على ريدنغ. وغاب ماونت عن الملاعب لمدة شهرين بعد تعرضه لإصابة في أوتار الركبة في مباراة في كأس الاتحاد الإنجليزي ضد أكرينغتون ستانلي. عاد في الفوز 6–1 على روذرهام يونايتد، وكسب ركلة جزاء لزميله مارتن واغهورن الذي سجلها لاحقًا. بعد أسبوعين، سجل ثاني هاتريك له في مباراة انتهت بنتيجة 4–0 ضد بولتون واندررز، ليبقى ديربي في المنافسة على المباراة الفاصلة للصعود.

#### 2019–20: سطوع نجمه في الفريق الأول

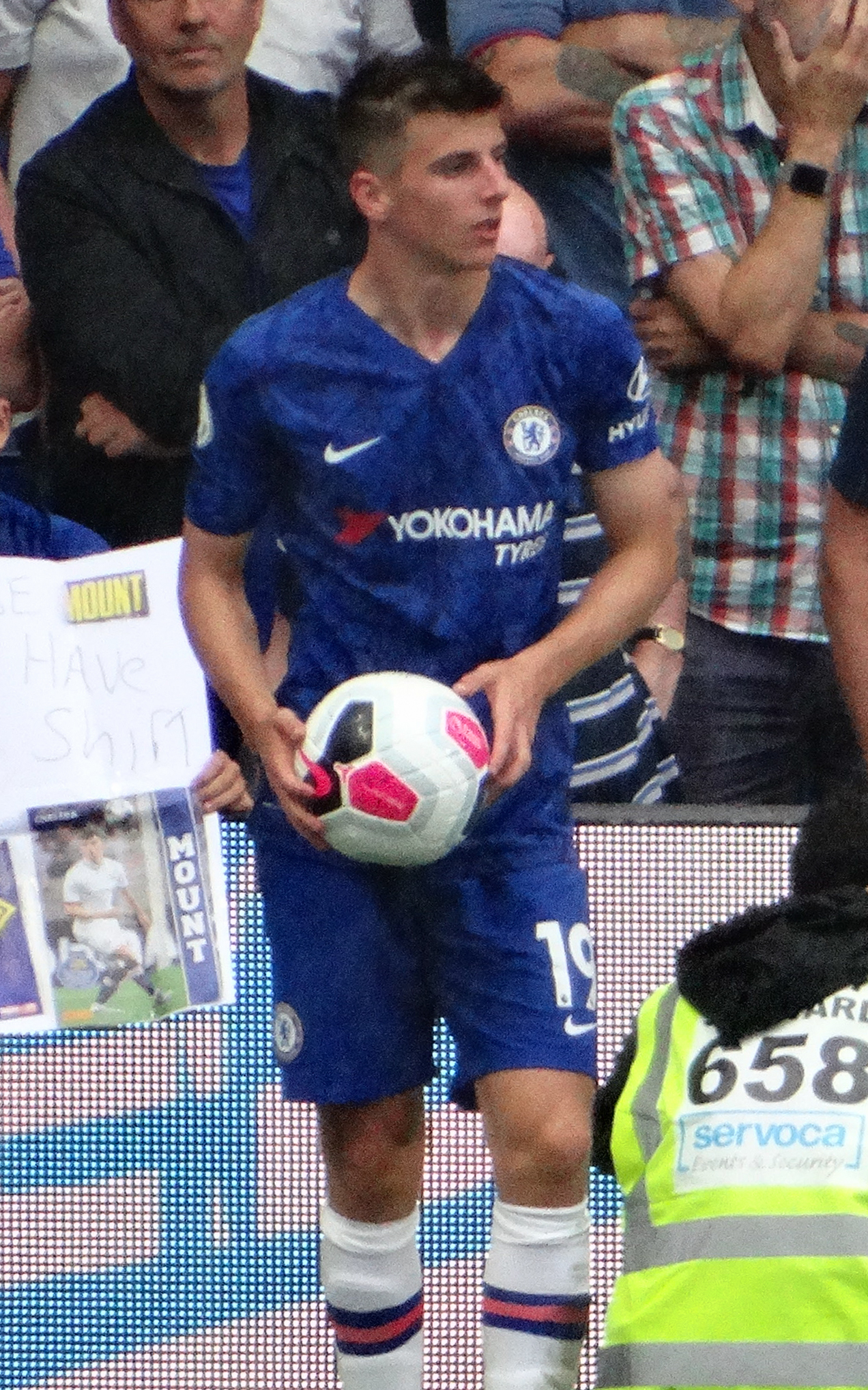
ماونت يلعب مع تشيلسي في 2019

في 15 يوليو 2019، وقع ماونت عقدًا جديدًا مدته خمس سنوات مع تشيلسي. شارك لأول مرة مع تشيلسي في 11 أغسطس 2019 في المباراة التي خسر فيها 0–4 خارج أرضه أمام مانشستر يونايتد في الدوري الإنجليزي الممتاز. سجل هدفه الأول مع تشيلسي بعد أسبوع ضد ليستر سيتي خلال أول مباراة لفرانك لامبارد على أرضه كمدرب على ملعب ستامفورد بريدج، بالتعادل 1–1، وأضاف آخر في المباراة التالية خارج أرضه لنورويتش سيتي. في 17 سبتمبر، تعرض لإصابة في الكاحل ضد فالنسيا في المباراة الافتتاحية لدوري أبطال أوروبا.
في مارس 2020، تحدث تشيلسي إلى ماونت لتجاهله قواعد العزلة الذاتية أثناء جائحة فيروس كورونا. بينما أُجبرت المجموعة بأكملها على العزلة الذاتية بسبب اختبار فيروس كورونا الإيجابي لكالوم هودسون أودوي، كان ماونت قد ذهب للعب كرة القدم مع الأصدقاء، من ضمنهم ديكلان رايس من وست هام. في 22 يوليو 2020، أصبح أول خريج من أكاديمية تشيلسي يشارك لأول مرة مع الفريق وأكمل 50 مباراة في نفس الموسم. في اليوم الأخير من موسم 2019–20 في الدوري الإنجليزي الممتاز بفوزه 2–0 على وولفرهامبتون، سجل ماونت الهدف الأول من ركلة حرة وصنع هدف أوليفيه جيرو ليساعد تشيلسي في تأمين مقعد في دوري أبطال أوروبا 2020–21.

#### 2020–21: لاعب العام في تشيلسي
بدأ ماونت موسم 2020–21 بشكل جيد، حيث شارك في جميع مباريات تشيلسي بما في ذلك المباراة ضد بارنسلي في الجولة الثالثة من كأس الرابطة في 23 سبتمبر، والتي انتهت بالفوز 6–0 على أرضه. بعد ثلاثة أيام في 26 سبتمبر، سجل ماونت هدفه الأول هذا الموسم ضد وست بروميتش ألبيون في التعادل 3–3 خارج أرضه. لكن في المباراة التالية، أهدر ماونت ركلة الجزاء الحاسمة في خسارة تشيلسي بركلات الترجيح 5–4 أمام توتنهام هوتسبير في الجولة الرابعة من كأس الرابطة في 29 سبتمبر. سجل في مباريات متتالية في يناير، أولاً في الفوز 4–0 على موركامب في الجولة الثالثة من كأس الاتحاد الإنجليزي ثم خارج أرضه أمام فولهام في فوز 1–0 في الدوري. في 24 يناير 2021، قاد ماونت تشيلسي للمرة الأولى في الفوز 3–1 على أرضه أمام لوتون تاون في كأس الاتحاد الإنجليزي. في 4 مارس، سجل ماونت الهدف الوحيد في الفوز 1–0 خارج ملعبه على ليفربول، ومنح الريدز هزيمتهم الخامسة على التوالي في أنفيلد للمرة الأولى في تاريخهم.
سجل ماونت هدفه الأول في كرة القدم الأوروبية في فوز تشيلسي 2–0 على بورتو في مباراة الذهاب من ربع نهائي دوري أبطال أوروبا في 7 أبريل، ليصبح أصغر لاعب يسجل لتشيلسي في مرحلة خروج المغلوب بدوري أبطال أوروبا. في 27 أبريل، لعب مباراته رقم 100 مع تشيلسي في التعادل 1–1 خارج أرضه ضد ريال مدريد في ذهاب نصف نهائي دوري أبطال أوروبا. في مباراة الإياب في لندن يوم 5 مايو، سجل الهدف الثاني في الفوز 2–0 على ريال مدريد، مما ساعد تشيلسي على التقدم إلى نهائي دوري أبطال أوروبا 3–1 في مجموع المباراتين.
في وقت مبكر من الموسم، زعم بعض المشجعون ووسائل الإعلام أن وجود ماونت في التشكيلة الأساسية لتشيلسي وإنجلترا كان بسبب محاباة مدربي الفريقين، لامبارد وغاريث ساوثغيت. تلاشت هذه الشكوك بعد أن اعترف توماس توخل باعتماد تشيلسي المتزايد على ماونت ووصفه بأنه «حاسم في لعبتنا» و«لاعب رئيسي تمامًا» وأيده كواحد من أفضل اللاعبين في أوروبا. في 18 مايو، تم التصويت على ماونت كأفضل لاعب في تشيلسي لهذا العام. في 29 مايو، قدم ماونت تمريرة حاسمة لهدف كاي هافيرتس، حيث فاز تشيلسي 1–0 على مانشستر سيتي في النهائي في بورتو ليفوز بدوري أبطال أوروبا للمرة الثانية في تاريخهم، وأول ألقاب ماونت مع النادي.

## مسيرته الدولية

### الشباب
مثّل ماونت إنجلترا في الفئات السنية تحت 16 سنة وتحت 17 سنة وتحت 18 سنة وتحت 19 سنة. مثل ماونت بطولة أوروبا تحت 17 سنة لكرة القدم 2016.
تم اختيار ماونت في المنتخب الإنجليزي تحت 19 سنة لبطولة أوروبا تحت 19 سنة لكرة القدم 2017. قدم التمريرة الحاسمة للوكاس نميشا ليسجل هدف الفوز على البرتغال في المباراة النهائية. حصل لاحقًا على لقب أفضل لاعب في البطولة. في 27 مايو 2019، تم ضم ماونت إلى تشكيلة إنجلترا المكونة من 23 لاعباً للمشاركة في بطولة أمم أوروبا تحت 21 سنة 2019.

### المنتخب الأول
بعد موسمه المثير للإعجاب مع فيتيسه، تلقى ماونت دعوة من المدير الفني غاريث ساوثغيت للتدرب مع المنتخب الأول لمدة أسبوع قبل كأس العالم 2018. تم استدعاؤه للمنتخب الأول لمباريات دوري الأمم الأوروبية ضد كرواتيا وإسبانيا في أكتوبر 2018.
شارك ماونت لأول مرة مع منتخب إنجلترا الأول في 7 سبتمبر 2019 كبديل في الدقيقة 67 في فوز إنجلترا 4–0 على بلغاريا في تصفيات بطولة أمم أوروبا 2020. سجل هدفه الأول لإنجلترا في 17 نوفمبر في الفوز 4–0 خارج أرضه على كوسوفو في تصفيات بطولة أمم أوروبا 2020.

## الإحصائيات

### النادي
آخر تحديث 7 نوفمبر 2024.
| النادي               | الموسم   | الدوري                   | الدوري | الدوري  | الكأس الوطني | الكأس الوطني | كأس الدوري | كأس الدوري | أوروبا | أوروبا  | أخرى   | أخرى    | المجموع | المجموع |
| النادي               | الموسم   | الدرجة                   | الظهور | الأهداف | الظهور       | الأهداف      | الظهور     | الأهداف    | الظهور | الأهداف | الظهور | الأهداف | الظهور  | الأهداف |
| -------------------- | -------- | ------------------------ | ------ | ------- | ------------ | ------------ | ---------- | ---------- | ------ | ------- | ------ | ------- | ------- | ------- |
| تشيلسي تحت 23        | 2016–17  | —                        | —      | —       | —            | —            | —          | —          | —      | —       | 3      | 0       | 3       | 0       |
| فيتيسه (إعارة)       | 2017–18  | الدوري الهولندي الممتاز  | 29     | 9       | 1            | 0            | —          | —          | 6      | 0       | 3      | 5       | 39      | 14      |
| ديربي كاونتي (إعارة) | 2018–19  | دوري البطولة الإنجليزية  | 35     | 8       | 2            | 0            | 4          | 2          | —      | —       | 3      | 1       | 44      | 11      |
| تشيلسي               | 2019–20  | الدوري الإنجليزي الممتاز | 37     | 7       | 6            | 1            | 1          | 0          | 8      | 0       | 1      | 0       | 53      | 8       |
| تشيلسي               | 2020–21  | الدوري الإنجليزي الممتاز | 36     | 6       | 5            | 1            | 2          | 0          | 11     | 2       | —      | —       | 54      | 9       |
| تشيلسي               | 2021–22  | الدوري الإنجليزي الممتاز | 32     | 11      | 5            | 1            | 6          | 0          | 7      | 1       | 3      | 0       | 53      | 13      |
| تشيلسي               | 2022–23  | الدوري الإنجليزي الممتاز | 24     | 3       | 1            | 0            | 1          | 0          | 9      | 0       | —      | —       | 35      | 3       |
| المجموع              | المجموع  | المجموع                  | 129    | 27      | 17           | 3            | 10         | 0          | 35     | 3       | 4      | 0       | 195     | 33      |
| مانشستر يونايتد      | 2023–24  | الدوري الإنجليزي الممتاز | 14     | 1       | 2            | 0            | 2          | 0          | 2      | 0       | —      | —       | 20      | 1       |
| مانشستر يونايتد      | 2024–25  | الدوري الإنجليزي الممتاز | 3      | 0       | 0            | 0            | 0          | 0          | 2      | 0       | 1      | 0       | 6       | 0       |
| مانشستر يونايتد      | المجموع  | المجموع                  | 17     | 1       | 2            | 0            | 2          | 0          | 4      | 0       | 1      | 0       | 26      | 1       |
| الإجمالي             | الإجمالي | الإجمالي                 | 210    | 45      | 22           | 3            | 16         | 2          | 45     | 3       | 14     | 6       | 307     | 59      |

1. ↑  تشمل كأس هولندا، كأس الاتحاد الإنجليزي
2. ↑  تشمل كأس رابطة الأندية الإنجليزية المحترفة
3. ↑  المباريات في كأس دوري كرة القدم الإنجليزية
4. ↑  المباريات في الدوري الأوروبي
5. ↑  المباريات في تصفيات الدوري الهولندي الممتاز الأوروبية
6. ↑  المباريات في تصفيات دوري البطولة الإنجليزية
7. 1 2 3 4 5  المباريات في دوري أبطال أوروبا
8. ↑  المباريات في كأس السوبر الأوروبي
9. ↑  مباراة واحدة في كأس السوبر الأوروبي، مباراتين في كأس العالم للأندية
10. ↑  المباريات في درع المجتمع الإنجليزي

### المنتخب
آخر تحديث 14 يونيو 2022.
| المنتخب المنتخب | العام   | الظهور | الأهداف |
| --------------- | ------- | ------ | ------- |
| إنجلترا         | 2019    | 6      | 1       |
| إنجلترا         | 2020    | 7      | 2       |
| إنجلترا         | 2021    | 13     | 1       |
| إنجلترا         | 2022    | 5      | 0       |
| المجموع         | المجموع | 31     | 4       |

اعتبارًا من 31 مارس 2021. قائمة الأهداف والنتائج مع منتخب إنجلترا الأول.
| # | التاريخ        | المكان                            | م. | الخصم   | الهدف | النتيجة | المسابقة                       | م.     |
| - | -------------- | --------------------------------- | -- | ------- | ----- | ------- | ------------------------------ | ------ |
| 1 | 17 نوفمبر 2019 | ملعب فاضل فوكري، بريشتينا، كوسوفو | 6  | كوسوفو  | 4–0   | 4–0     | تصفيات بطولة أمم أوروبا 2020   | [ 74 ] |
| 2 | 11 أكتوبر 2020 | ملعب ويمبلي، لندن، إنجلترا        | 9  | بلجيكا  | 2–1   | 2–1     | دوري الأمم الأوروبية 2020–21 أ | [ 75 ] |
| 3 | 18 نوفمبر 2020 | ملعب ويمبلي، لندن، إنجلترا        | 13 | آيسلندا | 2–0   | 4–0     | دوري الأمم الأوروبية 2020–21 أ | [ 76 ] |
| 4 | 28 مارس 2021   | كومبيتاري أرينا، تيرانا، ألبانيا  | 15 | ألبانيا | 2–0   | 2–0     | تصفيات كأس العالم 2022         | [ 77 ] |

## الإنجازات
شباب تشيلسي
- الدوري الإنجليزي الممتاز تحت 18 سنة[الإنجليزية]: 2016–17[78]
- كأس الاتحاد الانجليزي للشباب[الإنجليزية]: 2015–16،[14] 2016–17[15]
- الدوري الأوروبي للشباب: 2015–16[16]

تشيلسي
- دوري أبطال أوروبا: 2020–21[79]
- كأس السوبر الأوروبي: 2021[80]
- كأس العالم للأندية: 2021[81]
- كأس الاتحاد الإنجليزي الوصيف: 2019–20،[82] 2020–21، 2021–22[83]
- كأس رابطة الأندية الإنجليزية المحترفة الوصيف: 2021–22[84]

إنجلترا تحت 19 سنة
- بطولة أمم أوروبا تحت 19 سنة: 2017[58]

الفردية
- لاعب العام في أكاديمية تشيلسي: 2016–17[17]
- فريق البطولة في بطولة أوروبا تحت 19 سنة: 2017[85]
- اللاعب الذهبي في بطولة أوروبا تحت 19 سنة: 2017[59]
- موهبة الشهر للدوري الهولندي الممتاز: يناير 2018[86]
- لاعب العام في فيتيسه: 2017–18[22]
- فريق العام في الدوري الهولندي الممتاز: 2017–18[87]
- لاعب العام في تشيلسي: 2020–21[53]
- تشكيلة الموسم لدوري أبطال أوروبا: 2020–21[88]
- خريج أكاديمية الدوري الإنجليزي الممتاز للعام: 2020–21[89]

## وصلات خارجية
- ميسون ماونت على موقع الاتحاد الدولي (مؤرشف)  (الإنجليزية)
- ميسون ماونت على موقع الاتحاد الأوربي (الإنجليزية)
- ميسون ماونت على موقع إي إس بي إن إف سي (الإنجليزية)
- ميسون ماونت على موقع قاعدة بيانات كرة القدم.إي يو (الإنجليزية)
- ميسون ماونت على موقع ليكيب (الفرنسية)
- ميسون ماونت على موقع ناشيونال فوتبول تيمز (الإنجليزية)
- ميسون ماونت على موقع Soccerbase.com (لاعب) (الإنجليزية)
- ميسون ماونت على موقع Soccerway.com (الإنجليزية)
- ميسون ماونت على موقع عالم كرة القدم.نت (الإنجليزية)
- ميسون ماونت على موقع كووورة